# 그림일기 (2000년 영화)
"그림일기"는 2000년에 개봉한 대한민국의 영화이다.

## 캐스팅
- 이휘재 : 도일 역
- 시로야마 히로미 : 주리 역
- 박준하 : 건일 역
- 김영배 : 라이바 역
- 정호근 : 대뽀 역
- 트위스트 김 : 감독 역
- 김명국 : 왕코 역
- 강인덕 : 김정필 역
- 맹상훈 : 전두호 역
- 이석구 : 박 비서 역
- 이기영 : 영산 부 역
- 이종남 : 정해 역
- 서지연 : 시로꼬 역
- 노경태 : 사무장 역
- 장정국 : 형사 역
- 신충식 : 두호 부 역
- 유경애 : 두호 모 역
- 이영길 : 사회자 역
- 강종태 : 남 비서 역
- 박세범 : 도끼 역
- 지성환 : 흉터 역
- 이봉재 : 오바 역
- 이창희 : 주리엄마  역
- 노나리 : 어린주리 역
- 오동영 : 친척 역
- 민지혜 : 여비서 역
- 신부영 : 여관주인 역
- 고진명 : 의사 역
- 신범식 : 촬영장 주인공 역
- 조수진 : 미희 역
- 조성룡 : 욕하는 남자 역
- 장항선 : 김대룡 역 (특별출연)
- 유연실 : 마담 역 (특별출연)
- 이훈 : 대성 역 (특별출연)